# Pierre Edström
Pierre Edström, född 1976 i  Eindhoven, är en svensk fotbollsspelare som har spelat i Örgryte IS och GAIS. Han är son till Ralf Edström och bror till Joakim Edström.
Edström har en civilekonomexamen från Lynn University i Boca Raton, Florida.
Han var mellan 1 januari 2015 och 21 december 2016 klubbdirektör i Örgryte IS Fotboll.
17 september 2016 vann Edström 1887-Cup med laget Kurre Boys tillsammans med spelare som Niclas Sjöstedt och Karl Corneliusson. Samma år som "cupframgången" fick Edström utstå häftig kritik från såväl supportrar, sponsorer, branschkollegor, tidigare kollegor samt ÖIS egna styrelseledamöter för sättet han har utfört sina arbetsuppgifter som #klubbdirren (hans eget uttryck för sin titel som klubbdirektör) vilket fick rubriker i flera dags- och kvällstidningar.
Den 21 december 2016 fick Edström sparken som "klubbdirre" i en av ÖIS kallad omorganisering. Han innehade posten i totalt 720 dagar.